# Universidade Mount St. Joseph
A Universidade Mount St. Joseph ( The Mount ) é uma universidade católica romana privada em Delhi, Ohio . Foi fundada em 1920 pelas Irmãs da Caridade de Cincinnati .
O número de matrículas é superior a 2.300, com mais de 1.800 alunos de graduação e aproximadamente 300 alunos de pós-graduação. The Mount oferece 48 programas de graduação, nove graus de associado e programas pré-profissionais e de certificação, bem como programas de pós -graduação.

## História

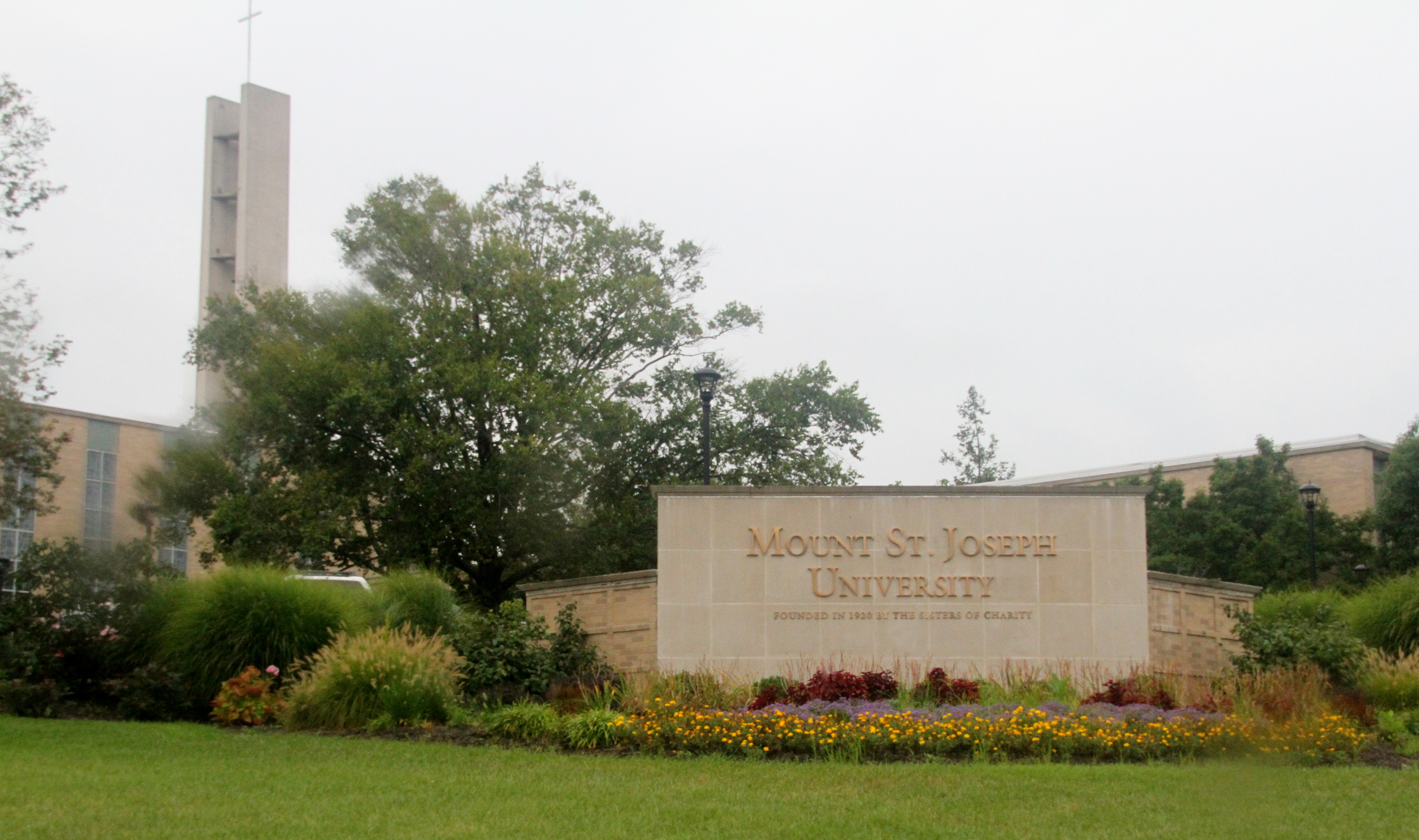

A Universidade Mount St. Joseph foi estabelecida pelas Irmãs da Caridade de Cincinnati, Ohio, uma congregação religiosa que tem raízes com Elizabeth Ann Seton, a primeira santa canonizada da América do Norte. As primeiras Irmãs da Caridade chegaram em Cincinnati de Maryland no ano 1829 e abriram a Academia St. Peter's, e depois a Academia St. Mary's. No ano 1853, essas escolas foram substituídas pela Academia Mount St. Joseph depois de uma mudança para a propriedade de Mount St. Joseph no distrito de Delhi de Cincinnati, possuída pelas Irmãs da Caridade.
A academia Mount St. Joseph oferecia um currículo de quatro anos de ensino médio, mas também um estudo de pós-graduação que cobriu dois anos de faculdade. No ano 1920, o Departamento de Educação de Ohio concedeu aprovação formal para um currículo universitário. O Colégio de Mount St. Joseph abriu as portas para seus primeiros 20 alunos em setembro de 1920 como o primeiro colégio católico para mulheres no sudeste de Ohio ー o mesmo ano em que as mulheres ganharam o direito de votar nos Estados Unidos.
Na década de 1950, as Irmãs da Caridade fizeram planos para desenvolver a propriedade no cruzamento das estradas Delhi e Neeb em um novo campus que foi inaugurado no outono de 1962. Na década de 1970, a educação de adultos trouxe uma nova população de mulheres e homens ao campus para estudos de graduação e, em 1986, a faculdade era mista. As Irmãs da Caridade continuaram a operar o colégio até 1972, quando the Mount foi incorporado por um conselho de curadores. A instituição continua sendo um ministério patrocinado pelas Irmãs da Caridade.
Em 9 de outubro de 2013, a faculdade anunciou a mudança para o status de universidade. Seria conhecido como a Universidade Mount St. Joseph, a partir de 1º de julho de 2014. A mudança na designação reflete a expansão da oferta acadêmica da instituição, incluindo o aumento do número de programas de pós-graduação para mestrado e doutorado, bem como a implementação de programas online.

## Atletismo
The Mount possui 23 equipes atléticas da Divisão III da NCAA chamadas Lions, a maioria das quais compete na Heartland Collegiate Athletic Conference .
Esportes masculinos: beisebol, basquete, cross country, futebol, golfe, lacrosse, futebol, tênis, atletismo, vôlei, luta livre e esports.
- Dois esportes masculinos não patrocinados pelo HCAC têm filiações separadas, ambos em conferências criadas para o ano letivo de 2014-15. Lacrosse joga na Conferência de Lacrosse do Rio Ohio e voleibol joga na Liga Universitária de Voleibol do Meio Oeste.

Esportes femininos: Basquete, torcida, cross country, dança, golfe, lacrosse, futebol, softball, tênis, atletismo, vôlei e Esports.
- O HCAC não patrocina lacrosse feminino; essa equipe joga no lado feminino da Conferência de Lacrosse do Rio Ohio.
- Cheerleading, dança e Esports são esportes reconhecidos pela universidade, mas não são reconhecidos como esportes oficiais da NCAA .

### Lauren Hill
No final de 2014, uma nova jogadora de basquete Lauren Hill sofria de um tumor cerebral inoperável e enfrentava a possibilidade de morrer antes do final daquele ano, e desejava jogar em um jogo da faculdade antes de sua morte. A abertura da temporada do Mount contra o Hiram College, originalmente marcada para 15 de novembro, foi transferida com a aprovação da NCAA para 2 de novembro; quando o evento superou o campus do MSJ, a Universidade Xavier deu ao MSJ o uso gratuito de sua arena, o Centro Cintas. Em um jogo esgotado que acabou sendo televisionado nacionalmente pela Fox College Sports, Hill marcou a primeira e a última cesta. O jogo foi o início de uma campanha de arrecadação de fundos para caridade que, na época de sua morte em abril de 2015, arrecadou mais de US$ 1,5 milhão para pesquisas sobre o câncer específico do qual Hill estava sofrendo. Ela passou a jogar em mais três jogos antes de sua saúde em declínio forçá-la a encerrar sua carreira de jogadora. Hill finalmente morreu de seu tumor cerebral em 10 de abril de 2015. Desde sua morte, MSJ e Xavier se uniram para uma partida dupla anual de basquete feminino de abertura da temporada, o Lauren Hill Tipoff Classic, no Centro Cintas.

## Publicações estudantis
O jornal estudantil da universidade, Dateline, é publicado mensalmente.
A revista de alfabetização da universidade, "Lions-on-line", é publicada a cada semestre.
O podcast estudantil da universidade, MountCast, é publicado semanalmente.

## Vida grega
A universidade tem uma fraternidade internacional no campus, Delta Tau Delta . Fundado em 28 de abril de 2018, o capítulo Kappa Eta inicia estudantes do sexo masculino.
Em outubro de 2019, a universidade anunciou que Theta Phi Alpha se tornaria a primeira irmandade internacional no campus para mulheres.

## Ex-alunos notáveis
- Jarrod Martin, membro da Câmara dos Representantes de Ohio
- Lauren Hill, jogadora de basquete e defensora do câncer pediátrico
- Sarah Moormann Scharper, atriz, diretora, professora, escritora e palestrante
- Denise Trauth, 9ª Presidente da Texas State University
- Nancy Noel, artista
- Christopher Wilke, compositor, músico e professor
- Jesse Minter, treinador de futebol americano
- Wes Sims, artista marcial misto (não se formou)

## Corpo docente notável
- Nikki Giovanni
- Paula González
- John Pont
- Louis Terhar